# Endromopoda nitida
Endromopoda nitida är en stekelart som först beskrevs av Brauns 1898.  Endromopoda nitida ingår i släktet Endromopoda och familjen brokparasitsteklar. Enligt den finländska rödlistan är arten nära hotad i Finland. Arten är reproducerande i Sverige. Artens livsmiljö är stränder. Inga underarter finns listade i Catalogue of Life.